# Rogljevo
Rogljevo es un pueblo ubicado en la municipalidad de Negotin, en el distrito de Bor, Serbia.

## Superficie
Posee una superficie de 8,792 kilómetros cuadrados.

## Demografía
Hasta 2011 la población era de 123 habitantes, con una densidad de población de 13,99 habitantes por kilómetro cuadrado.